# أداد قنابي
زند العبد أو أداد قنابي (الاسم العلمي: carlina involucrata) نوع نباتي ينتمي إلى جنس الأداد من الفصيلة النجمية.